# 貴志村 (和歌山県)
貴志村（きしむら）は、和歌山県にあった村。

## 歴史
- 1889年（明治22年）4月1日 - 町村制の施行により、名草郡向村、次郎丸村、延時村、土入村、中野村、梅原村、中村、栄谷村が合併して、名草郡貴志村が発足。大字向に村役場を設置。
- 1896年（明治29年）4月1日 - 郡の再編により名草郡と海部郡が統合されて海草郡となる[1]。
- 1942年（昭和17年）7月1日 - 海草郡楠見村、松江村、木ノ本村とともに和歌山市へ編入。